# Zénon Eugène Lamy
Pour les articles homonymes, voir Lamy.
Zénon Eugène Lamy, né le 7 décembre 1821 à Ney (Jura) et mort le 9 octobre 1895 dans la même ville, est un général de division français, grand officier de la Légion d’honneur.

## Historique
Fils de militaire, bien que reçu pour l'école Polytechnique, Lamy s'engage comme élève de l'école spéciale militaire de Saint-Cyr en 1840 et en sort sous-lieutenant en 1842 avec la promotion des Cendres. Il est affecté au 56e de Ligne du 2e régiment de cuirassiers avec lesquels il fait la campagne d'Afrique de 1845 à 1848. Il participe à la prise d'Abdel Kader. 
En 1855, il est nommé aide de camp du général Pontévès avec lequel il part à la guerre de Crimée. Il est blessé le 8 septembre lors de l'assaut de Sébastopol. Cité à l'ordre de l'armée, il est décoré de la Légion d'honneur. 
Promu chef d'escadron en 1859, il participe à la bataille de Magenta et il est fait officier de la Légion d'honneur. 
En 1861, il est nommé chef de mission militaire française à Bucarest, chargée de présider à l'organisation militaire du nouvel État de Roumanie. Il y reste cinq ans puis est nommé lieutenant colonel. En août 1866, il devient chef d'état-major de la 5e division d'infanterie (France) à Metz et ensuite directeur des archives du Ministère de la Guerre. 
Il est nommé colonel en 1869 et envoyé à Metz en juillet 1870 comme chef d'état-major du Grand quartier de l'armée du Rhin. Il est fait prisonnier lors de la capitulation de Bazaine le 29 octobre 1870 et reste détenu en Allemagne jusqu'en mars 1871. 
À sa libération, il se retire à Ney jusqu'à la chute de la Commune. Puis il est nommé major de la place de Paris. Il est promu général de brigade en 1875 et prend le commandement de la 9e brigade d'infanterie (Rouen). 
Il est nommé général de division en 1882 et devient commandant de la 30e division d'infanterie (Avignon), ensuite de la 14e division d'infanterie (Besançon) où il termine sa carrière.
Membre du Comité consultatif d'état-major, puis Inspecteur général du 14e arrondissement d'infanterie, il est versé à la réserve le 2 décembre 1886.
Il est mort le 9 octobre 1895 a Ney (Jura).

## Décorations
- Légion d'honneur : chevalier (28 juin 1859) , Officier (2 juin 1870), Commandeur (22 mai 1873), Grand Officier (20 janvier 1886)
- officier de l'Ordre militaire de Savoie
- Médaille commémorative de la campagne d'Italie (1859)
- Médaille de Crimée

## Généalogie
- Il est le fils de Désiré Lamy (1782-1865), capitaine d'infanterie et de Anne Rosalie Melet (1798-1853) ;
- Il est le frère de Claude-Auguste Lamy (1820-1878) ;
- Il ne laisse pas de progéniture.